# Stade d'Arkadag
Le stade d'Arkadag est un stade polyvalent situé à Arkadag, au Turkménistan. Il accueille principalement le FK Arkadag. Il peut accueillir 10 000 spectateurs. Le stade, situé au 30 rue Magtymguly Pyragy à Arkadag, est une installation sportive conçue pour la pratique de l'haltérophilie, du tennis de table, de la boxe, du tir à l'arc, de l'athlétisme et du football, offrant des conditions d'entraînement et de compétition dans un large éventail de disciplines.
Le 1er juillet 2023, le stade nouvellement construit a accueilli son premier match de football : l'équipe locale d'Arkadag a battu le champion en titre du Turkménistan, le FK Ahal Änew, sur le score de (3-0). Le match, disputé devant 10 000 spectateurs, a marqué le début d'un nouveau chapitre pour Arkadag, avec des buts inscrits par Begmyrat Baýow, Şanazar Tirkişow et Orazberdi Myradow. Le stade d'Arkadag a accueilli la finale de la Coupe du Turkménistan 2023.